# Hahnenbach (Nahe)
Der Hahnenbach ist ein knapp 20 km langer, nördlicher und linker Nebenfluss der Nahe im rheinland-pfälzischen Landkreis Bad Kreuznach.
Der Wasserkörper 2542, der dessen rechten Oberlauf Meinbach/Altbach/Idarbach und den Hahnenbach umfasst, hat eine Länge von knapp 38 km. Gemeinsam mit dem 23 km langen Kyrbach, seinem linken, nördlichen und längsten Quellfluss, ist der Hahnenbach sogar 43 km lang.

## Geographie
Der Hahnenbach entsteht im Landkreis Birkenfeld bei Hausen, das im Hunsrück zwischen dem Idarwald im Westen und dem Lützelsoon im Osten liegt, aus dem Zusammenfluss seiner beiden Oberläufe auf etwa 293 m ü. NHN.

### Oberläufe
Der Hauptstrang des linken Oberlaufs Kyrbachs beginnt bei Kappel auf etwa 500 m ü. NHN Höhe unter dem Namen Bingerbach und fließt mehr oder weniger südwärts. Ab dem Übertritt auf die Gemarkung von Kludenbach wird er Brühlbach genannt, so auch noch auf den Gemarkungen von Todenroth und dann Metzenhausen. Daraufhin in der Gemeinde Ober Kostenz heißt er Kehrbach und erst danach dauerhaft Kyrbach. Der Gesamtstrang des Kyrbachs ist 23,7 km lang und hat ein 111,6 km² großes Einzugsgebiet.
Der Hauptstrang des rechten Oberlaufs Idarbach entsteht auf etwa 530 m ü. NHN bei Hochscheid und fließt – stark nach links ausholend, weil er den nordostwärts auslaufenden Idarwald umrundet – insgesamt östlich. Er wird zunächst Meinbach, später Altbach und schließlich ab Krummenau Idarbach genannt. Der Gesamtstrang des Kyrbachs ist 19,0 km lang und hat ein 86,7 km² großes Einzugsgebiet.

### Verlauf
Im oberen Abschnitt zwischen Hausen und Rudolfshaus fließt der Hahnenbach durch ein tief eingeschnittenes, landschaftlich sehr reizvolles Tal, das nur zu Fuß erreichbar ist. Mehrere stillgelegte Schiefergruben liegen an diesem Talabschnitt ebenso wie die Hellkirch oder die Wüstung Blickersau. Oberhalb einer Flusskehre erhebt sich die Ruine Schmidtburg, ehemals die größte rheinische Burganlage. Ihr direkt gegenüber liegt auf der anderen Seite des Bachs die rekonstruierte Keltensiedlung Altburg.
Im unteren Abschnitt zwischen Rudolfshaus und Kirn verläuft die Hunsrück Schiefer- und Burgenstraße parallel zum Hahnenbach, der hier nacheinander die Ortschaften Hahnenbach und Kallenfels durchfließt. Zuletzt mündet der Hahnenbach durch die Stadtmitte von Kirn von links in die Nahe.

### Zuflüsse
Vom Ursprung zur Mündung. Auswahl.
- Kyrbach, linker Oberlauf
- Idarbach, rechter Oberlauf
- (Bach vom Habichtsberg), von links
- (Bach am Heckerberg), von links
- Sinsenbach (?), von rechts
- Brielerbach, von links
- (Bach aus dem Gopental), von links
- (Zufluss), von rechts gegenüber der Burgruine Schmidtburg
- (Zufluss), von rechts gegenüber der ehemaligen Bannmühle
- Wolfskaulbach, von links gegenüber der Reinhardtsmühle
- (Zufluss), von links kurz vor Rudolfshaus
- Wildenbach, von rechts gegenüber Rudolfshaus
- Dielenhellsgraben, von rechts
- Steinbach, von links gleich nach dem vorigen
- Hennweiler Bach, am Oberlauf Auerbach, von links in Hahnenbach
- Striedbach, von rechts vor der Theismühle
- Dinsenbach, von rechts gegenüber Hahnenbach
- (Zufluss), von links durch Hahnenbach
- Erlgraben, von rechts gegenüber einigen Häusern in der Ranzenau
- (Zufluss), von links in Kallenfels
- Trübenbach, von rechts in Kirn
- Hundsstallbach, von links in Kirn
- Mühlenteich, von rechts in Kirn; ist linker Abzweig der Nahe

## Magdalenenhochwasser 1342
Weil zuvor die Wälder abgeholzt wurden, riss dieses Jahrtausendhochwasser um den 22. Juli 1342 im Idarwald große Erosionsschluchten ins Gelände. Im Mündungsort Kirn trat der Hahnenbach (vormals Kyr genannt nach einem keltischen Wort für Wasser) 6 Meter hoch über die Ufer. 23 Menschen starben in Kirn während der Katastrophe, weitere in der folgenden Hungersnot. Auch heute, 680 Jahre später, würde der Hahnenbach bei einem solchen Pegelstand die Innenstadt in Kirn bis mindestens zum ersten Stock der Häuser überfluten. Ähnlich wie vor 680 Jahren sind die dem Hochwasserrisiko ausgesetzten Bewohner des Hahnenbachtals nur unzureichend vorbereitet auf das nächste Ereignis einer solchen Größenordnung.

## Flora und Fauna
Der Hahnenbach fließt durch extensiv genutzte Talwiesen, am Ufer stehen vor allem Weiden und Erlen, die heute kaum noch wirtschaftlich genutzt werden. Im Bereich der Schmidtburg wird das Tal enger, mit Eichen und Hainbuchen bewaldete Hänge grenzen direkt an den Bach.
Graureiher und Stockenten sind die häufigsten Wasservögel im Bachtal. Auch Eisvögel werden häufig am Bachufer gesichtet.

## Freizeit und Erholung

### Wassersport

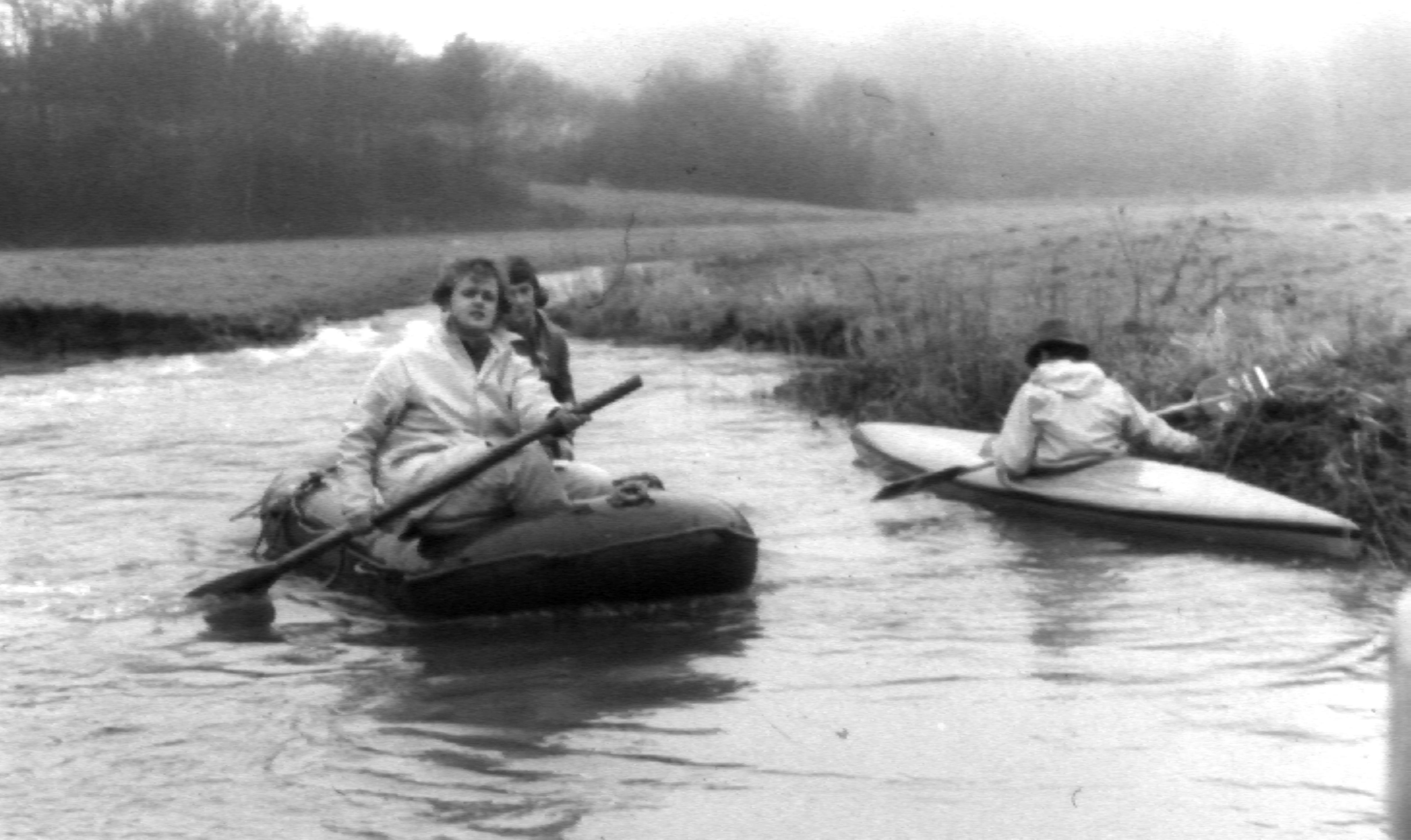
Befahrung in den 70er Jahren

Der Flusslauf Kyrbach–Hahnenbach ist ein bekanntes Kajakgewässer. Sein Oberlauf bis Hausen birgt keine besonderen Schwierigkeiten. Zwischen Hausen und Kirn findet sich anspruchsvolles Wildwasser mit zur Stufe WW III-. Am Ortseingang von Kirn findet sich der Kyrburgkatarakt. Der Kyrbach–Hahnenbach ist am besten im Winter und nach starken Regenfällen befahrbar.

### Tourismus
Zwischen Hausen und Kirn befinden sich zahlreiche touristische Angebote. Von Bundenbach, Rudolfshaus oder Schneppenbach sind die Schmidtburg, das Besucherbergwerk, die Altburg und der Wassererlebnispfad Hahnenbachtal schnell zu Fuß oder mit dem Mountainbike zu erreichen. Auf den östlichen Höhen verläuft der Lützelsoon-Radweg parallel zum Bach. Seit 2010 führt auch ein Teilstück des Premiumwanderweges Soonwaldsteig durch das Hahnenbachtal.